# Il diavolo con le zinne
Il diavolo con le zinne è una commedia farsesca teatrale scritta da Dario Fo, premio Nobel per la letteratura nel 1997.
L'opera fu rappresentata per la prima volta il 7 agosto 1997 presso il Teatro Vittorio Emanuele II di Messina.
Descritta da Dario Fo come una "commedia machiavellica, gigantesco intrigo da tardo '500, con giudici e diavoli, fantesche indemoniate, eremiti, gendarmi, torturatori e perfino una scimmia", costituisce un omaggio a Fiorenzo Carpi, collaboratore di Fo per lungo tempo e deceduto all'inizio dello stesso anno 1997.

## Trama
Il magistrato Alfonso Ferdinando de Tristano, incorruttibile e progressista, che disapprova l'uso della tortura come strumento di persuasione, sta investigando sull'incendio della cattedrale della città. I cittadini più illustri, scontenti di essere soggetti alle indagini, lanciano una campagna per screditare il giudice, assumendo una coppia di diavoli. Uno di questi viene istruito ad entrare nel corpo del giudice, per trasformarlo in un individuo rozzo, debosciato, ipocrita e dedito al mercato nero. A causa di un fraintendimento, il diavolo, chiamato Barlocca, entra nel corpo di Pizzocca Gannàssa, la vecchia e brutta domestica di Alfonso, trasformandola in una donna desiderata e molto prosperosa (da cui il titolo della commedia). Travolto da tanta bellezza, il giudice viene trascinato in tribunale, ma la diavolessa riesce a farlo scagionare, anche se lo stesso viene comunque condannato in un successivo processo, divenendo un galeotto.

## Traduzioni
La commedia è stata tradotta in lingua inglese da Ed Emery, con il titolo The Devil with Boobs.